# Lavassaare
Lavassaare (deutsch: Lawasser) ist ein Flecken (estnisch alev) in der Landgemeinde Pärnu im estnischen Kreis Pärnu.
Bis 2013 bildete der Ort auch eine eigenständige Gemeinde (Lavassaare vald). 2013 wurde sie in die Landgemeinde Audru eingegliedert und mit dieser 2017 nach Pärnu eingemeindet. Auf 8 km² lebten 547 Einwohner (2006).
Lavassaare liegt 23 km von Pärnu entfernt. Die Landschaft liegt 31 m über dem Meeresspiegel und wird von Mooren geprägt. Bekannt ist Lavassaare vor allem durch das 1987 gegründete, weitläufige Eisenbahn-Freilichtmuseum, das einen guten Einblick in die estnische Geschichte der Schmalspureisenbahn seit den Anfängen 1896 gibt.